# Precis nairobicus
Precis nairobicus är en fjärilsart som beskrevs av Mcleod 1968. Precis nairobicus ingår i släktet Precis och familjen praktfjärilar. Inga underarter finns listade i Catalogue of Life.